# Oenopota tenuicostata
Oenopota tenuicostata is een slakkensoort uit de familie van de Mangeliidae. De wetenschappelijke naam van de soort is voor het eerst geldig gepubliceerd in 1878 door Sars G.O..